# 阿克斯莱泰尔姆
阿克斯莱泰尔姆（法語：Ax-les-Thermes，法語發音：[aks le tɛʁm]），法国南部市镇，位于奥克西塔尼大区阿列日省，隶属于富瓦区，其市镇面积为30.26平方公里，2022年1月1日时人口数量为1,277人，在法国城市中排名第8,022位。
阿克斯莱泰尔姆位于阿列日省东南部，比利牛斯山腹地，阿列日河谷内，是一个区域性的中心城市，因其境内的硫磺温泉及滑雪场而闻名。

## 地名来源
“Ax”来自拉丁语“Aquae”，意为水；“Thermes”在法语中意为“温泉”，这一后缀自1888年起成为当地官方名称的一部分。
阿克斯莱泰尔姆所处区域历史上曾通行奥克语，当地在奥克语维基百科及Openstreetmap中被标记为“Ax”。

## 历史

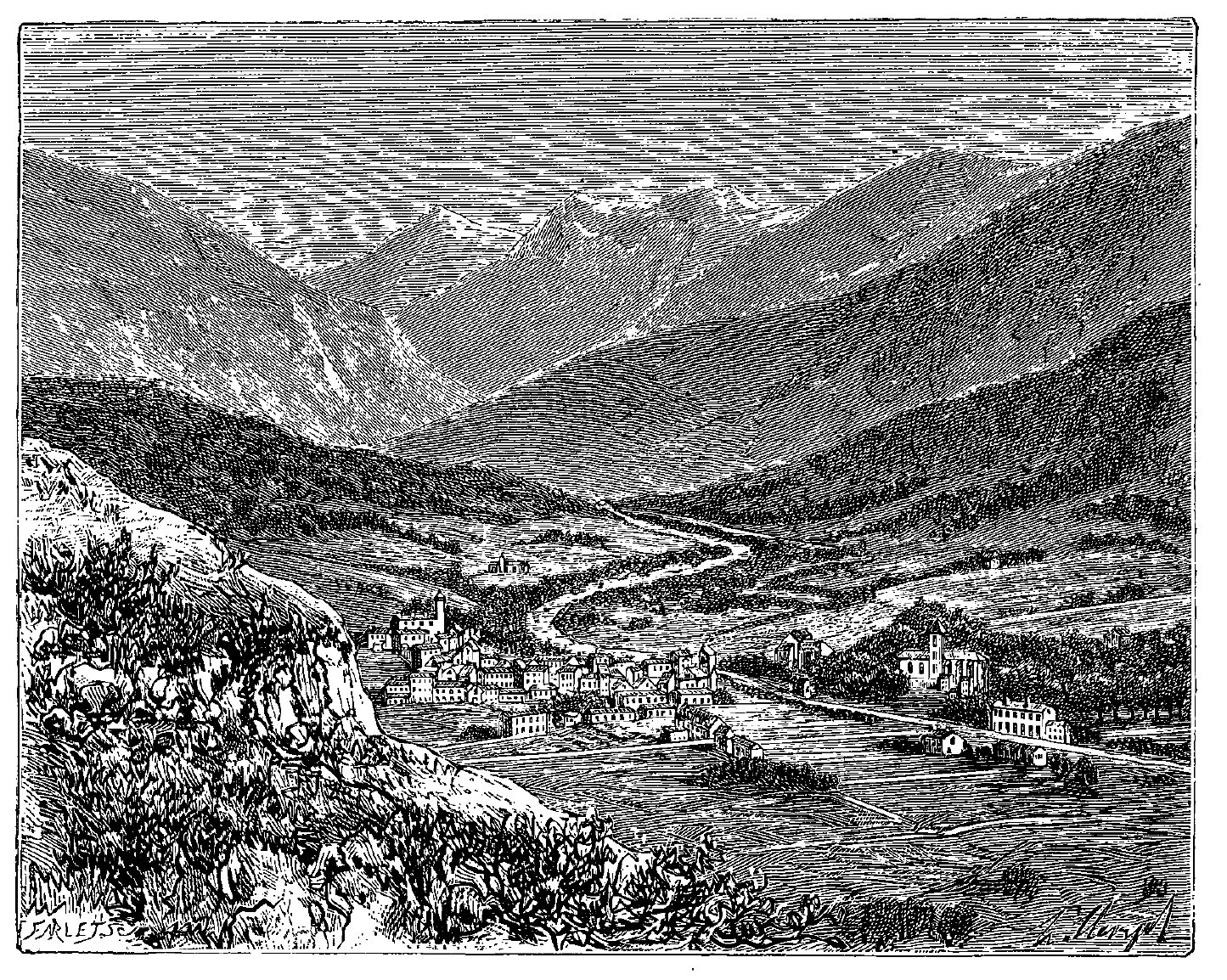
19世纪末的阿克斯莱泰尔姆（绘画）

阿克斯莱泰尔姆的早期历史尚不清楚，当地曾发现少量古罗马时期的人类活动遗迹。阿克斯的聚落形成与温泉密切相关。中世纪时，阿克斯境内已出现一处被称为“Notre Dame du Bain”的疗养院及小教堂，彼时当地长期为富瓦伯国的一部分。公元1241年，富瓦伯爵决定对阿克斯提供税收优惠政策，当地的温泉资源得以自由开发。1260年，在罗歇四世的提议下，阿克斯温泉被路易九世用来治疗因十字军东征而感染麻风病的士兵。中世纪末期，阿克斯已发展成为一座商贸集镇，彼时其所处的阿列日河谷是连接法国和西班牙直接的重要商路。17世纪的黑死病疫情对阿克斯的社会经济造成了巨大的破坏。18世纪时，阿克斯境内又新开辟了多处温泉，其泉眼总数达到50个，温泉及相关产业成为当地的经济支柱。法国大革命后，阿克斯成为阿列日省的一个市镇。1888年，铁路修到了阿克斯莱泰尔姆。二战后，阿克斯莱泰尔姆附近的山区被开辟为滑雪场，其索道于1955年建成，得益于旅游业的发展，当地常驻人口数量亦有所增加。

## 地理

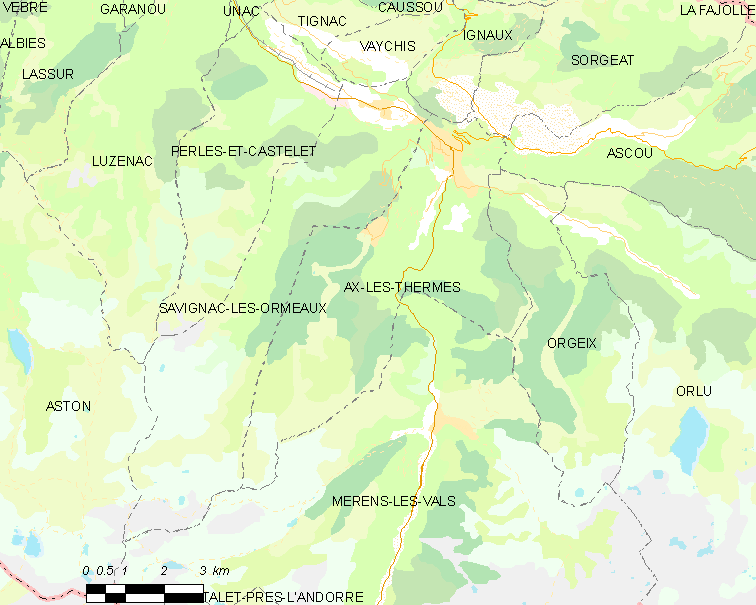
阿克斯莱泰尔姆市镇范围地图

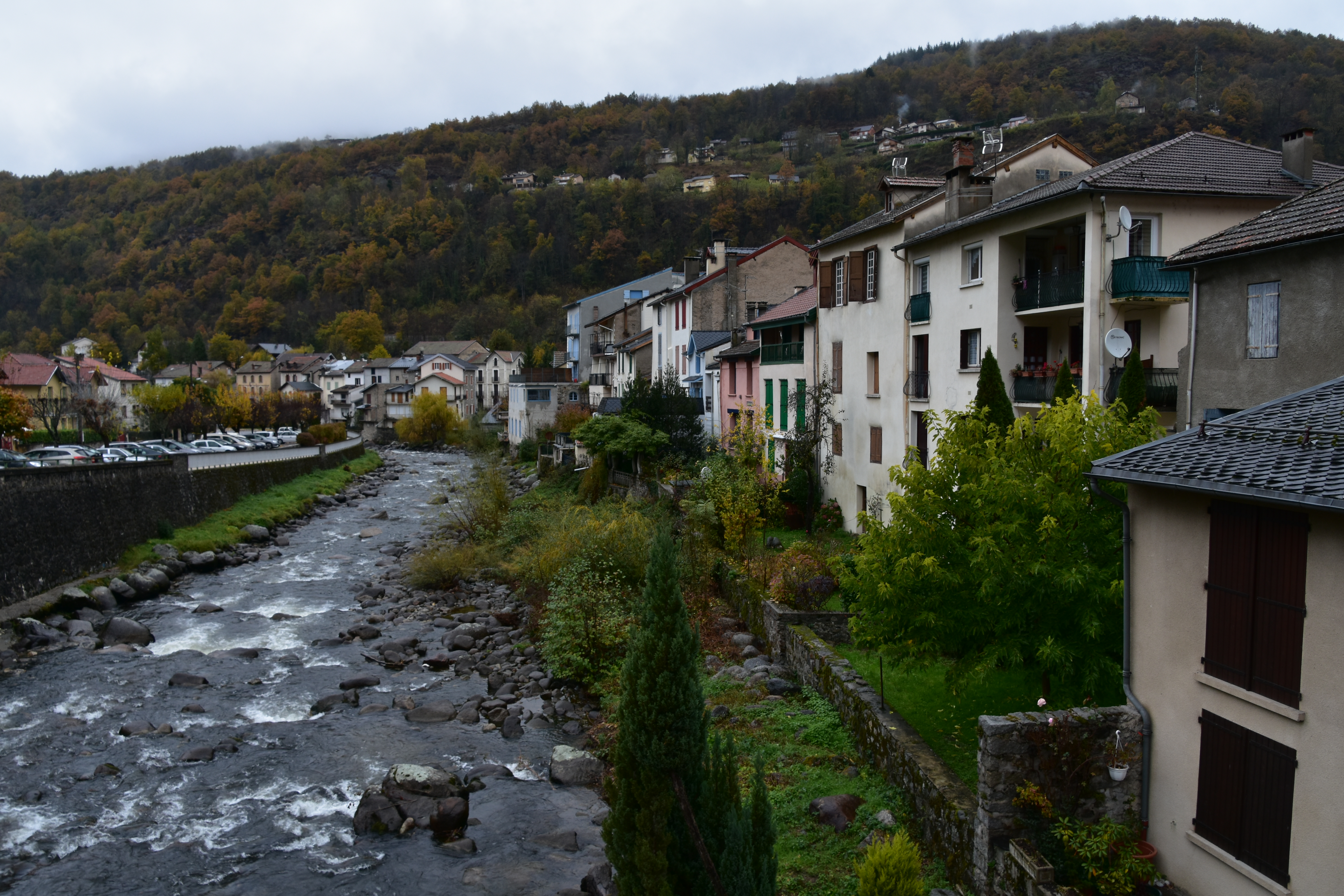
流经阿克斯莱泰尔姆镇中心的阿列日河

阿克斯莱泰尔姆位于法国南部，奥克西塔尼大区南部和阿列日省东南部，距离省会富瓦大约43公里。与阿克斯莱泰尔姆接壤的市镇包括：伊尼欧、索尔雅、阿斯库、奥尔热、萨维尼亚克莱索尔莫和梅朗斯莱瓦尔斯。

### 地形
阿克斯莱泰尔姆位于比利牛斯山北麓的上阿列日河谷内，境内以山地和河谷为主，市镇核心位于一处地势较为平坦的狭窄河谷地带，四周为高山，全境海拔在697到2,411米之间。

### 水文
阿克斯莱泰尔姆位于加龙河流域范围内，阿列日河自南向西北流经镇中心，其支流奥列日河和洛兹河均在阿克斯莱泰姆与其交汇。

### 植被
阿克斯莱泰尔姆属于温带阔叶混交林区，部分高海拔地区有针叶林分布，林地广泛分布于市镇范围内的山地及河谷地区。
在鲜花城市的评比中，阿克斯莱泰尔姆被评为2星级鲜花城市。

### 气候
阿克斯莱泰尔姆在柯本气候分类法中属于带有温带特征的山地气候。
距离阿克斯莱泰尔姆最近的常年气象站位于阿斯库境内，以下为该气象站的数据（其中日照数据取自安道尔）：
| 阿斯库 1981年－2019年 | 阿斯库 1981年－2019年 | 阿斯库 1981年－2019年 | 阿斯库 1981年－2019年 | 阿斯库 1981年－2019年 | 阿斯库 1981年－2019年 | 阿斯库 1981年－2019年 | 阿斯库 1981年－2019年 | 阿斯库 1981年－2019年 | 阿斯库 1981年－2019年 | 阿斯库 1981年－2019年 | 阿斯库 1981年－2019年 | 阿斯库 1981年－2019年 | 阿斯库 1981年－2019年 |
| 月份                  | 1月                   | 2月                   | 3月                   | 4月                   | 5月                   | 6月                   | 7月                   | 8月                   | 9月                   | 10月                  | 11月                  | 12月                  | 全年                  |
| --------------------- | --------------------- | --------------------- | --------------------- | --------------------- | --------------------- | --------------------- | --------------------- | --------------------- | --------------------- | --------------------- | --------------------- | --------------------- | --------------------- |
| 历史最高温 °C（°F）   | 20 (68)               | 24 (75)               | 24.5 (76.1)           | 28 (82)               | 31.5 (88.7)           | 35 (95)               | 36.3 (97.3)           | 36 (97)               | 33 (91)               | 30.5 (86.9)           | 26 (79)               | 22 (72)               | 36.3 (97.3)           |
| 平均高温 °C（°F）     | 7.2 (45.0)            | 8.7 (47.7)            | 11.6 (52.9)           | 13.2 (55.8)           | 17.5 (63.5)           | 21.1 (70.0)           | 24.5 (76.1)           | 24.4 (75.9)           | 21 (70)               | 17.2 (63.0)           | 11 (52)               | 7.6 (45.7)            | 15.4 (59.7)           |
| 日均气温 °C（°F）     | 1.9 (35.4)            | 2.8 (37.0)            | 5.3 (41.5)            | 7 (45)                | 10.9 (51.6)           | 14.5 (58.1)           | 17.1 (62.8)           | 17.1 (62.8)           | 13.9 (57.0)           | 10.5 (50.9)           | 5.5 (41.9)            | 2.6 (36.7)            | 9.1 (48.4)            |
| 平均低温 °C（°F）     | −3.3 (26.1)           | −3.1 (26.4)           | −1.1 (30.0)           | 0.9 (33.6)            | 4.4 (39.9)            | 7.9 (46.2)            | 9.8 (49.6)            | 9.7 (49.5)            | 6.7 (44.1)            | 3.9 (39.0)            | −0.1 (31.8)           | −2.5 (27.5)           | 2.8 (37.0)            |
| 历史最低温 °C（°F）   | −22.2 (−8.0)          | −17.8 (0.0)           | −17 (1)               | −10 (14)              | −6 (21)               | −2 (28)               | 1.2 (34.2)            | −1 (30)               | −2.8 (27.0)           | −8 (18)               | −15 (5)               | −15.5 (4.1)           | −22.2 (−8.0)          |
| 平均降水量 mm（）     | 124.9 (4.92)          | 96.8 (3.81)           | 111.4 (4.39)          | 139.2 (5.48)          | 132.4 (5.21)          | 96.3 (3.79)           | 65 (2.6)              | 85.1 (3.35)           | 93.2 (3.67)           | 95.1 (3.74)           | 118.4 (4.66)          | 113.1 (4.45)          | 1,270.9 (50.04)       |
| 月均日照時數          | 122.4                 | 155.7                 | 186.7                 | 170.9                 | 189                   | 222                   | 254.2                 | 230                   | 190.7                 | 157                   | 131.1                 | 99                    | 2,108.7               |
| 来源：infoclimat.fr   |                       |                       |                       |                       |                       |                       |                       |                       |                       |                       |                       |                       |                       |

## 行政区划
阿克斯莱泰尔姆的市镇编号为09032，邮政编号为09110。
在行政管理方面，阿克斯莱泰尔姆隶属于法国奥克西塔尼大区阿列日省富瓦区；在地方选举方面，阿克斯莱泰尔姆是上阿列日县的中央投票站所在地，其市镇范围全境被划入阿列日省第一选区；在社会管理方面，阿克斯莱泰尔姆是上阿列日市镇公共社区的组成部分。
截至2023年8月，阿克斯莱泰尔姆市镇范围内暂无任何城市敏感街区及城市政策优先街区。
法国国家统计与经济研究所（简称）在进行数据统计时，未将阿克斯莱泰尔姆划入任何城市核心区（Unité urbaine）、城市区（Aire urbaine）及城市辐射区（Aire d'attraction）内。此外，还将阿克斯莱泰尔姆市镇整体看作一个“块区”（IRIS），以便于统计人口分布情况。

## 交通

### 公路
法国国道N20线和阿列日省省道D22线、D82线和D613线在阿克斯莱泰尔姆境内交汇。
|  | 62 |

| 富瓦 | 43 |

| 吕兹纳克 | 9 |

| 基扬 | 56 |

2019年，14.3%的阿克斯莱泰尔姆家庭拥有至少一辆私人汽车。2021年，阿克斯莱泰尔姆境内共发生各类交通事故1起，造成1人重伤。

### 铁路

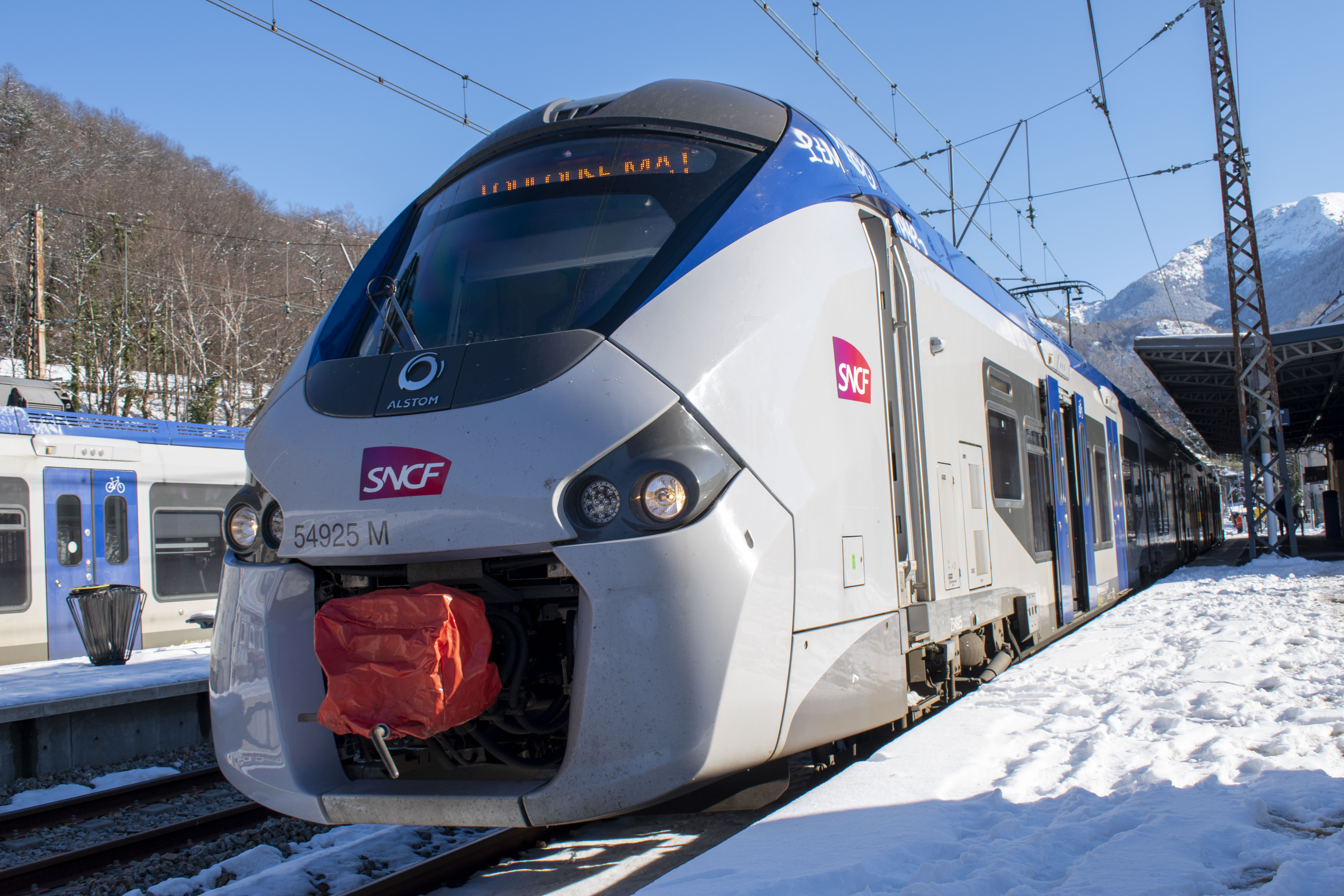
阿克斯莱泰尔姆火车站内停靠的区域列车

阿克斯莱泰尔姆位于波尔泰圣西蒙—普伊格塞尔达铁路上。阿克斯莱泰尔姆站位于市区北部，该站停靠往返于图卢兹和拉图尔德卡罗勒一线的区域列车，每天晚上还停靠一班可直通巴黎的夜班城际列车。

### 航空
阿克斯莱泰尔姆距离卡尔卡松机场和图卢兹-布拉尼亚克机场的公里路程分别约106公里和138公里。

### 城市公共交通
截至2023年8月，阿克斯莱泰尔姆暂无城市公共交通系统。

## 政治

### 市政内阁

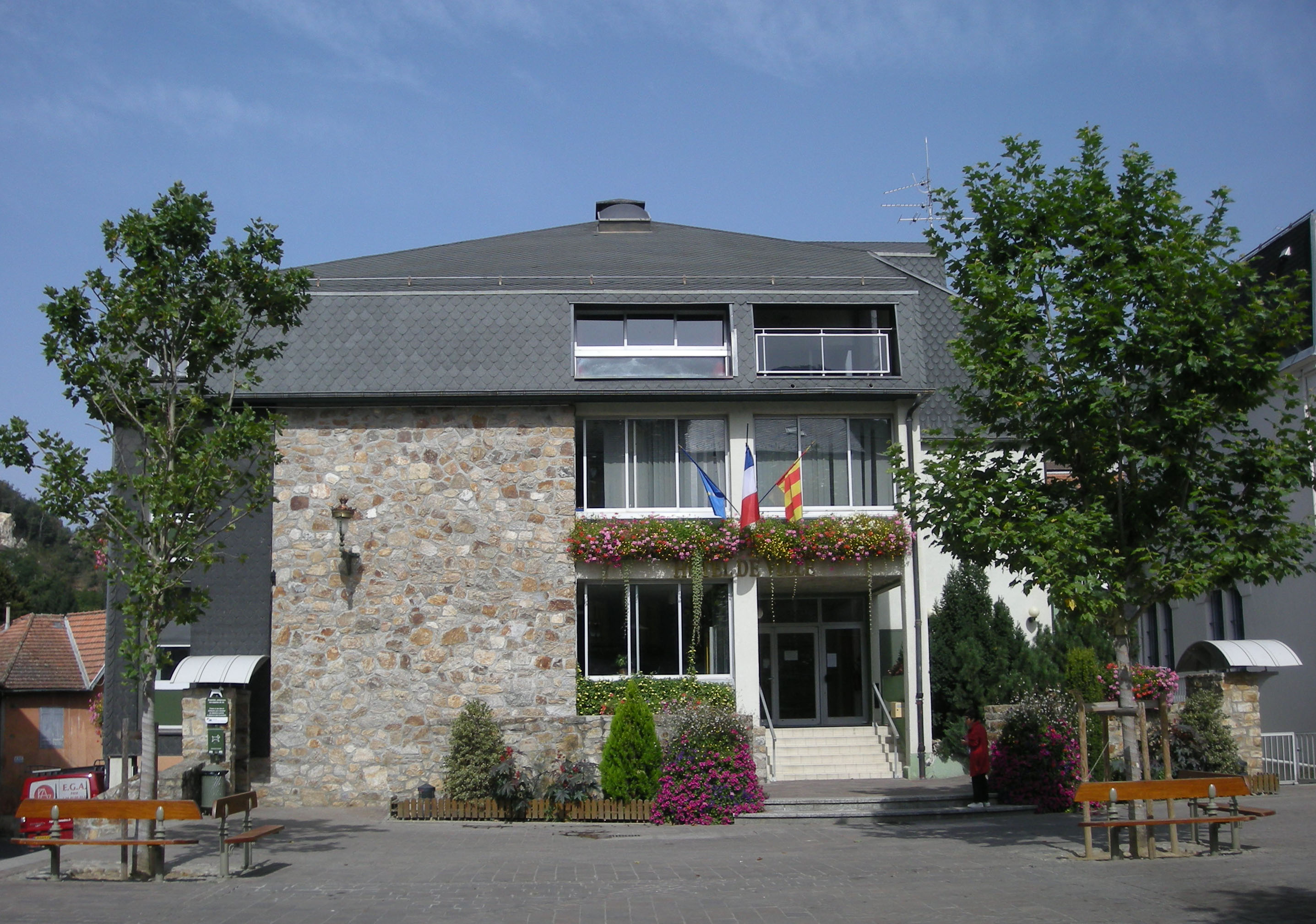
阿克斯莱泰尔姆市政厅

阿克斯莱泰尔姆的现任市长为多米尼克·富尔卡德先生（Dominique FOURCADE），他是一名左翼无党派人士，在2020年的市政选举中获得了100.00%的支持率（无其他候选人）。
| 阿克斯莱泰尔姆历届市长 | 阿克斯莱泰尔姆历届市长               | 阿克斯莱泰尔姆历届市长 |
| 任期                   | 市长                                 | 党派                   |
| ---------------------- | ------------------------------------ | ---------------------- |
| （1977年以前资料暂缺） |                                      |                        |
| 1977年－1989年         | Alain AYBRAM 阿兰·阿布拉姆           | 不详                   |
| 1989年－1995年         | Gérard BALISTA 热拉尔·巴利斯塔       | DVD右翼无党派人士      |
| 1995年－2001年         | Augustin BONREPEAU 奥居斯坦·邦勒波   | PS社会党               |
| 2001年－2008年         | Alain CHENEBEAU 阿兰·谢纳博          | PS社会党               |
| 2008年－2014年         | Pierre PEYRONNE 皮埃尔·佩罗纳        | PS社会党               |
| 2014年－               | Dominique FOURCADE 多米尼克·富尔卡德 | DVG左翼无党派人士      |

### 各级选举
| 阿克斯莱泰尔姆历届投票选举结果 | 阿克斯莱泰尔姆历届投票选举结果 | 阿克斯莱泰尔姆历届投票选举结果 | 阿克斯莱泰尔姆历届投票选举结果 | 阿克斯莱泰尔姆历届投票选举结果 | 阿克斯莱泰尔姆历届投票选举结果 | 阿克斯莱泰尔姆历届投票选举结果 | 阿克斯莱泰尔姆历届投票选举结果 | 阿克斯莱泰尔姆历届投票选举结果 | 阿克斯莱泰尔姆历届投票选举结果 |
| 选举项目                       | 选举范围                       | 选区单位                       | 选区单位内的选举结果           | 选区单位内的选举结果           | 选区单位内的选举结果           | 选区单位内的选举结果           | 选区单位内的选举结果           | 选区单位内的选举结果           | 参考资料                       |
| 选举项目                       | 选举范围                       | 选区单位                       | 第一轮胜出者                   | 第一轮胜出者                   | 支持率                         | 第二轮胜出者                   | 第二轮胜出者                   | 支持率                         | 参考资料                       |
| ------------------------------ | ------------------------------ | ------------------------------ | ------------------------------ | ------------------------------ | ------------------------------ | ------------------------------ | ------------------------------ | ------------------------------ | ------------------------------ |
| 2017年法國總統選舉             | 法國                           | 市镇                           |                                | 埃马纽埃尔·马克龙              | 23.75%                         |                                | 埃马纽埃尔·马克龙              | 67.71%                         | [ 21 ]                         |
| 2017年法国立法选举             | 阿列日省第一选区               | 市镇                           |                                | 热罗姆·阿泽马                  | 37.15%                         |                                | 热罗姆·阿泽马                  | 59.39%                         | [ 21 ]                         |
| 2019年欧洲议会选举             | 法國                           | 市镇                           |                                | 若尔当·巴尔代拉                | 24.57%                         | （不适用）                     | （不适用）                     | （不适用）                     | [ 23 ]                         |
| 2021年法国省级选举             | 阿列日省                       | 县                             |                                | 娜塔莉·卡纳尔 阿兰·诺迪        | 48.71%                         |                                | 娜塔莉·卡纳尔 阿兰·诺迪        | 56.59%                         | [ 24 ]                         |
| 2021年法国省级选举             | 阿列日省                       | 市镇                           |                                | 娜塔莉·卡纳尔 阿兰·诺迪        | 48.24%                         |                                | 娜塔莉·卡纳尔 阿兰·诺迪        | 56.21%                         | [ 24 ]                         |
| 2021年法国大区选举             | 奧克西塔尼大區                 | 市镇                           |                                | 卡萝尔·德尔加                  | 45.91%                         |                                | 卡萝尔·德尔加                  | 66.52%                         | [ 25 ]                         |
| 2022年法国总统选举             | 法國                           | 市镇                           |                                | 埃马纽埃尔·马克龙              | 27.45%                         |                                | 埃马纽埃尔·马克龙              | 59.06%                         | [ 21 ]                         |
| 2022年法国立法选举             | 阿列日省第一选区               | 市镇                           |                                | 安娜-索菲·特里布               | 26.49%                         |                                | 安娜-索菲·特里布               | 55.37%                         | [ 21 ]                         |

## 人口
2020年，阿克斯莱泰尔姆市镇人口数量为1,285，在法国排名第8,022位。其中男性634人，女性654人，75岁及以上人口占14.9%，外籍人口数量为75人，人口密度为42人/平方公里，当地居民被称为（男性）或（女性）。2020年，阿克斯莱泰尔姆境内出生3人，死亡人口17人。
| 阿克斯莱泰尔姆1901年－2020年人口变化情况 |
|                                          |
| 数据来源：Cassini、INSEE                 |

## 经济
阿克斯莱泰尔姆是一个区域性的中心城市，温泉旅游、滑雪和博彩业是当地主要经济来源。截至2023年8月，阿克斯莱泰尔姆市镇范围内共有各类用人单位（包含自雇）664家，平均历史为19年，其中99.51%为中小型企业（PME），2023年6月至8月间，当地的经济活力指数为-0.45%。（索道运输）、（旅游接待）及（博彩）是当地2021年营业额最高的三个企业，分别为819,245欧元、697,836欧元和654,401欧元。

## 财政与居民收入
2021年，阿克斯莱泰尔姆的财政收入总额为4,272,110欧元，财政支出总额为3,522,970欧元，当年的债务总额为3,812,350欧元。2021年，阿克斯莱泰尔姆市镇通过增值税获得196,500欧元的收入，此外当地还共获得了459,220欧元的国家直接财政补助。
2019年，阿克斯莱泰尔姆的人均月收入总额为1,808欧元，低于法国平均水平（2,303欧元）。
2019年，阿克斯莱泰尔姆境内的青壮年（15至64岁）失业率为11.3%；当地40.6%的家庭拥有纳税资格，平均纳税2,561欧元，低于法国平均水平（4,393欧元）。

## 社会事务

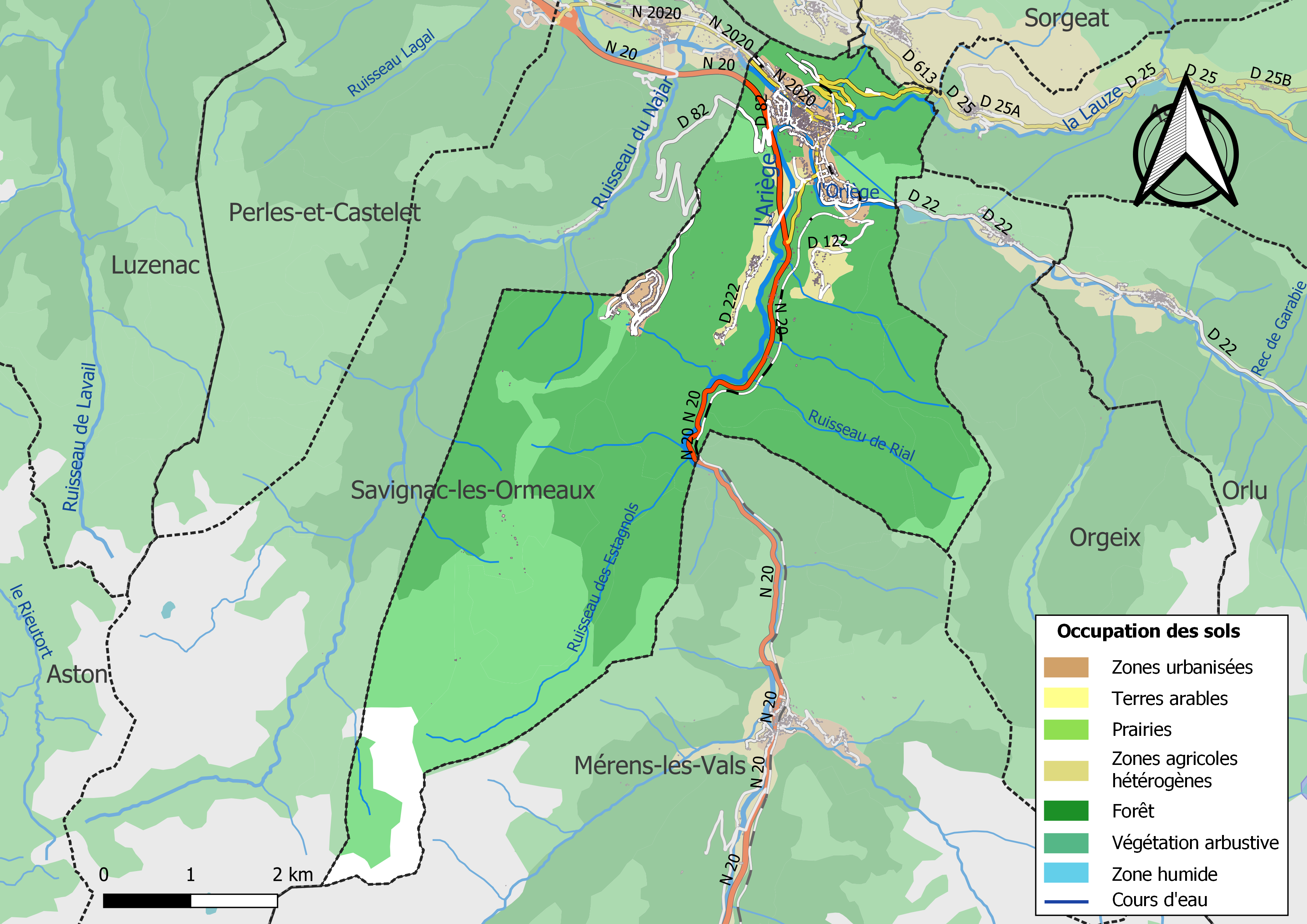
阿克斯莱泰尔姆土地利用情况地图

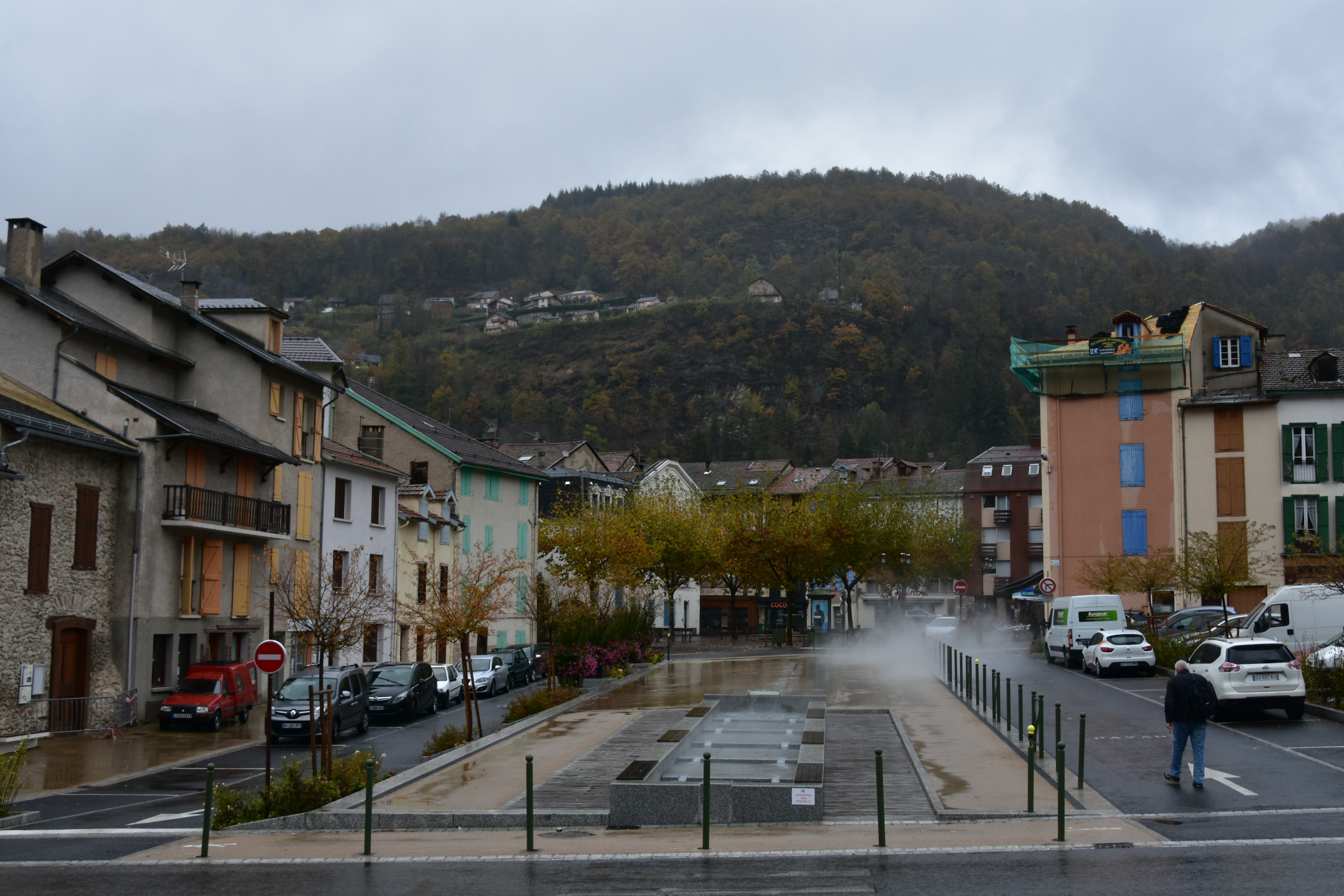
镇中心的喷泉广场

### 教育
阿克斯莱泰尔姆属于图卢兹学区。截至2021年1月1日，阿克斯莱泰尔姆境内共有1所幼儿园、1所小学、1所初级中学。2021至2022学年度，阿克斯莱泰尔姆境内共有在校中等教育阶段学生178名。

### 医疗
截至2021年1月1日，阿克斯莱泰尔姆境内共有全科医生4名、保健师6名、牙医3名、护士6名和耳科医生1名。境内共有药房2家。
距离阿克斯莱泰尔姆最近的区域性医疗机构为圣路易中心医院（Centre Hospitalier Saint-Louis），其主病区位于阿克斯莱泰尔姆市区，设有床位58个，是当地规模最大的公立综合性医院。

### 住房
2019年，阿克斯莱泰尔姆境内共有各类住房3,585套，其中23.6%为独立式居民区，76.2%为集中式居民区。常住房屋占阿克斯莱泰尔姆市镇范围内居民建筑总量的17.8%。
在住房保障政策方面，2021年，阿克斯莱泰尔姆境内共有144户家庭获得了住房经济补助，受益人数占总人口数量的11.2%，其中140份为房租补助。

### 商业
2021年，阿克斯莱泰尔姆境内共有各类实体商铺92家，其中餐厅35家、杂货店5家、面包房5家、肉铺1家、书店1家、装饰品店1家、银行门店2家、美容美发店3家、汽车维修店1家。市中心建有一家SPAR超市，市区北部则建有一家Intersport体育用品商场。

### 体育
2021年，阿克斯莱泰尔姆境内共有2家游泳池、1间体育馆、9处网球场、1处足球或橄榄球场以及2处篮球或排球场。
截至2023年8月，阿克斯莱泰尔姆境内暂无任何注册足球俱乐部。2017年，当地橄榄球爱好者组建了阿克斯河谷橄榄球俱乐部（Rugby Club des Vallées d'Ax）。
环法自行车赛曾多次经过阿克斯莱泰尔姆。

### 环境
阿克斯莱泰尔姆的环境事务由其所属的上阿列日市镇公共社区联合各级政府协调负责。2021年，阿克斯莱泰尔姆境内暂无污染企业。

### 治安
2021年，阿克斯莱泰尔姆市镇范围内有1处宪兵队。
阿克斯莱泰尔姆及其附近的共129个市镇是富瓦国家宪兵队（zone gendarmerie de Foix）的管辖范围。2020年，该宪兵队累计记录各类案件1,483起，其中盗窃类案件606起，经济类案件284起，毒品交易类案件74起。

## 文化

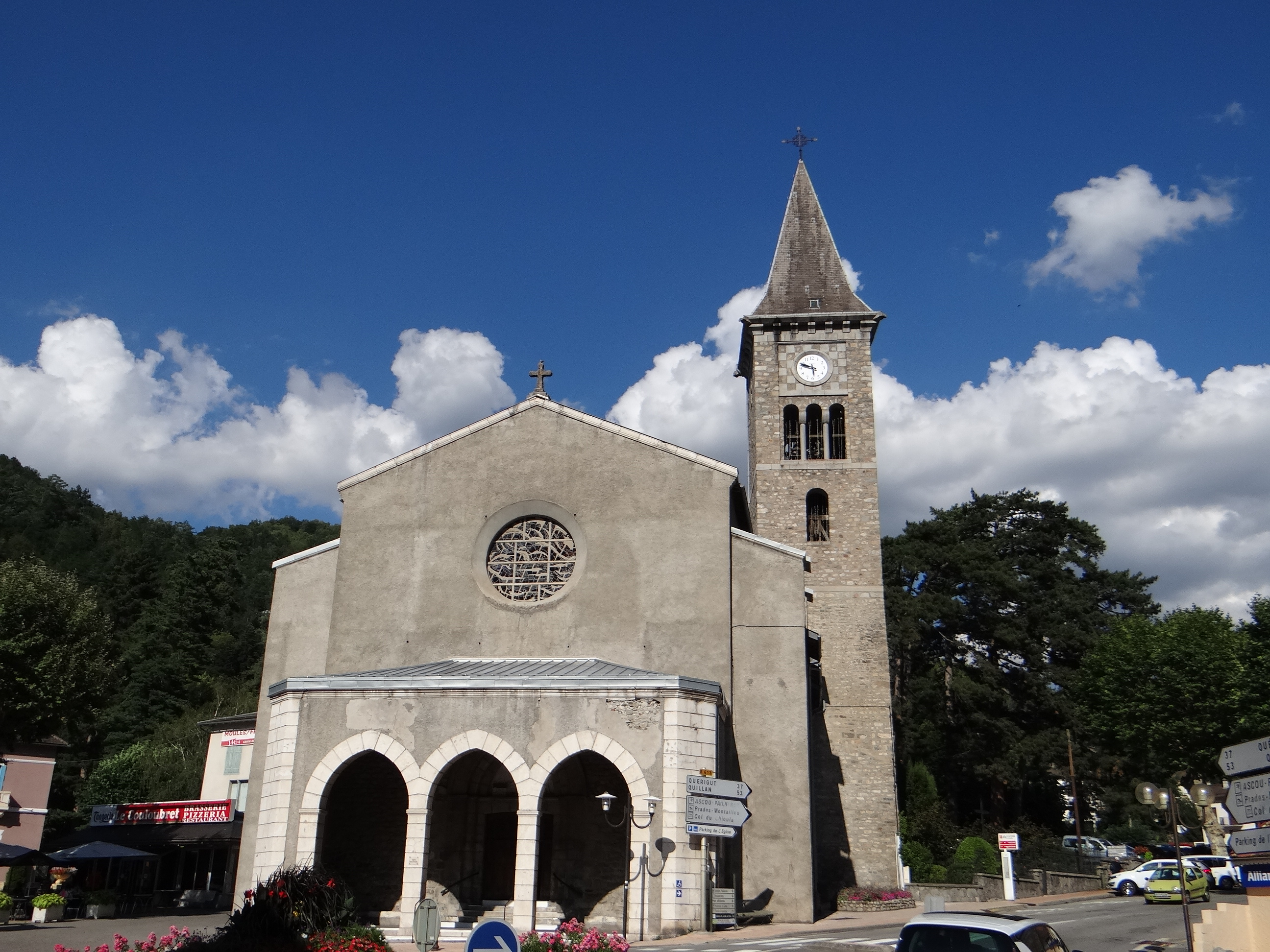
圣樊尚教堂

2021年，阿克斯莱泰尔姆境内有1家电影院。阿克斯莱泰尔姆境内建有多媒体中心，每周二至六向公众开放。

### 建筑
阿克斯莱泰尔姆境内有多处历史建筑，其中阿克斯莱泰尔姆赌场、圣热罗姆小教堂、圣樊尚教堂等是当地的地标性建筑物。

### 旅游
阿克斯莱泰尔姆的旅游事务由其所属的上阿列日市镇公共社区负责。2022年，阿克斯莱泰尔姆境内共有8家酒店共计156间房间；另有1个露营地，可容纳共211辆露营车。

### 媒体
法国主要的媒体均可在阿克斯莱泰尔姆接收，法国电视三台下属的奥克西塔尼大区频道在部分时段播出阿克斯莱泰尔姆所在阿列日省的地方新闻。《南部追寻》、《阿列日周报》、比利牛斯广播、蓝色法兰西奥克西塔尼广播等是当地主要的地方性媒体。

## 相关人物
法国音乐家加蒂安·马尔卡尤出生于阿克斯莱泰尔姆。

## 友好城市
截至2023年8月，阿克斯莱泰尔姆共与两座城市建立了友好城市关系：
- 義大利 波皮
- 西班牙 帕拉福尔斯